# 7367 Giotto
För andra betydelser, se Gitto (olika betydelser).
7367 Giotto eller 3077 T-1 är en asteroid i huvudbältet som upptäcktes den 26 mars 1971 av den nederländsk-amerikanske astronomen Tom Gehrels och det nederländska astronomparet Ingrid van Houten-Groeneveld och Cornelis Johannes van Houten vid Palomarobservatoriet. Den är uppkallad efter den italienska målaren Giotto di Bondone.
Asteroiden har en diameter på ungefär 8 kilometer och den tillhör asteroidgruppen Themis.